# Mątwy
Mątwy, sepie (Sepioidea) – drapieżne głowonogi dziesięcioramienne, tradycyjnie klasyfikowane w randze rzędu. Mają krótkie, krępe i owalne ciało o długości do 30 cm. Charakteryzują się workiem trzewiowym z dwiema płetwami niełączącymi się w tyle ciała, oraz znajdującymi się w części głowowej ramionami chwytnymi. U samców 1 lub 2 ramiona są przekształcone w hektokotylus. Szkielet wewnętrzny zredukowany do os sepiae.
W sytuacji zagrożenia mątwa wystrzeliwuje ciemnobrązową substancję (sepię) z dużego worka czernidłowego. Tworzy się wówczas wokół niej ciemna osłona, która dezorientuje i zniechęca napastnika. Potrafią zmieniać barwę, dzięki czemu łatwo dostosowują się do koloru otoczenia.
Żyją na dnie ciepłych mórz; występują w m.in. Oceanie Atlantyckim, Morzu Śródziemnym i Morzu Południowochińskim. Są łowione w celach konsumpcyjnych.
Tradycyjnie klasyfikowane są w randze rzędu Sepioida. Obecnie dzielone są pomiędzy dwa rzędy dziesięciornic:
- Sepiida
- Sepiolida

lub traktowane jako klad Sepioidea obejmujący te rzędy.

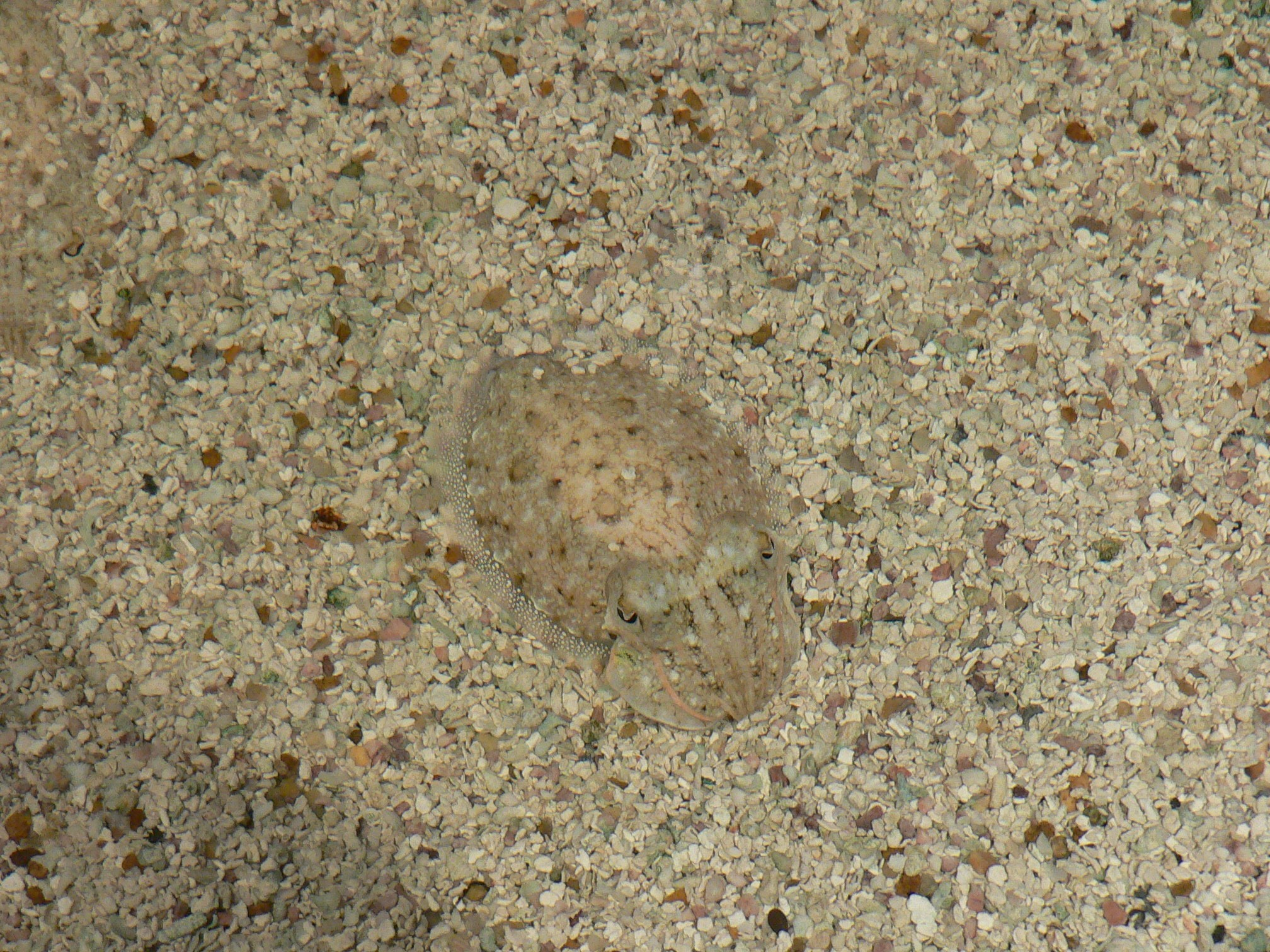
Młoda mątwa, kamuflująca się na dnie zbiornika
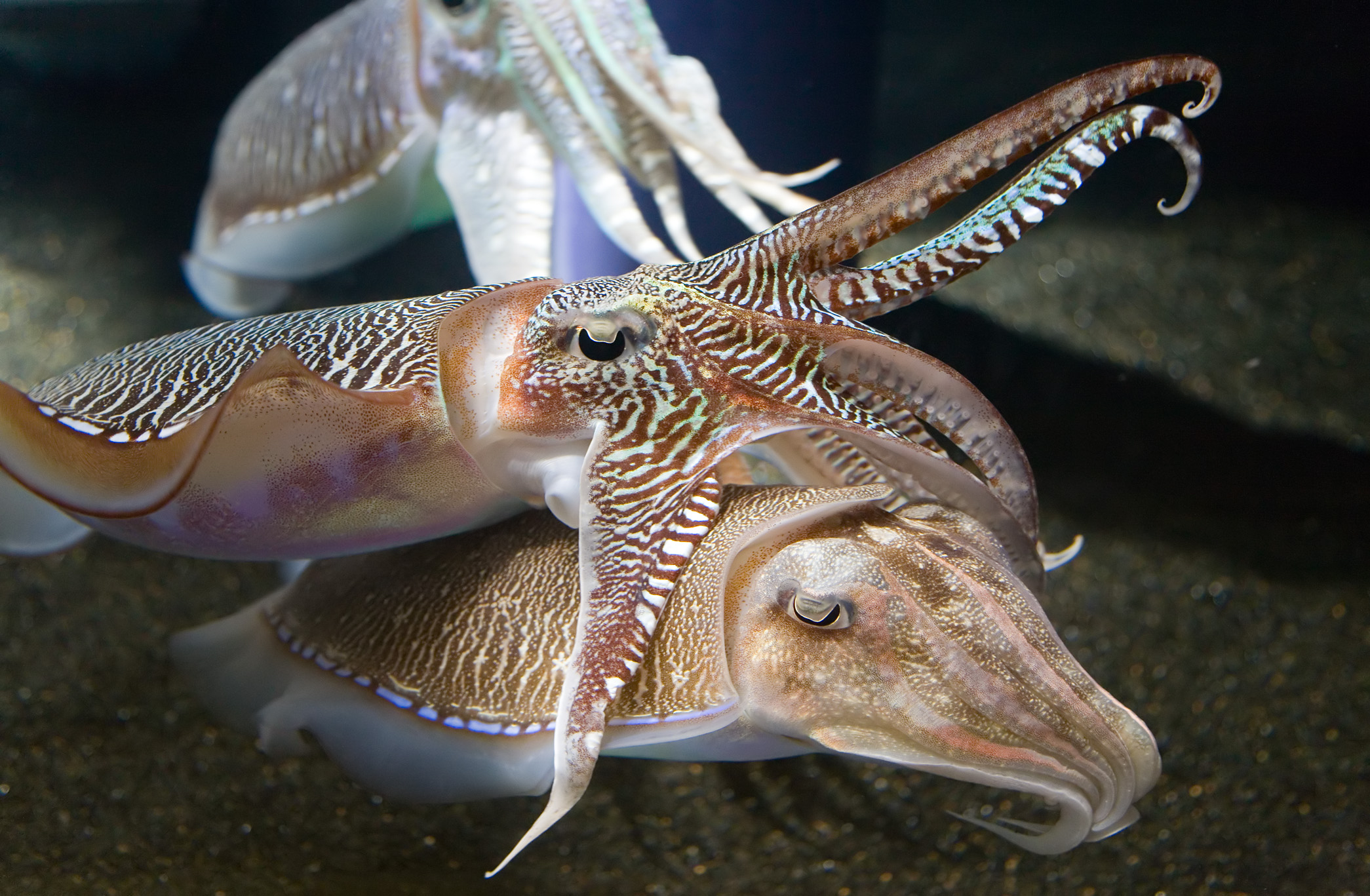
Mątwy